# Podul Poniatowski
Podul Poniatowski (în poloneză Most Poniatowskiego) este un pod din Varșovia. Construit inițial între 1904 și 1914, el a fost avariat în fiecare din cele două războaie mondiale și reconstruit ulterior. Podul traversează râul Vistula, legând cartierele Powiśle și Praga aflate pe maluri opuse. Viaductul său este o prelungire a Bulevardului Jerusalem.

## Istoric
Podul de oțel lung de 506 m, format din opt deschideri, a fost proiectat de Stefan Szyller (cel care a proiectat poarta de la Universitatea din Varșovia și clădirile Politehnicii din Varșovia). Construcția sa, începută în 1904, a fost executată de compania K. Rudzki i S-ka și supravegheată de inginerii Mieczysław Marszewski și Wacław Paszkowski. Kazimierz Ołdakowski a fost un alt inginer care a lucrat la pod, înainte de a deveni director la Fabryka Broni. În ciuda faptului că era considerat de multă lume ca o extravaganță (printre opozanții construcției se numărau primarul Varșoviei și scriitorul Bolesław Prus), el a fost deschis la 6 ianuarie 1914 de către guvernatorul general rus, Georgi Skalon, ca cel de-al treilea pod din Varșovia (el era cronologic al patrulea pod permanent din Varșovia, dar podul rutier și cel feroviar al Citadelei (inaugurate în 1875 și, respectiv, în 1908) erau considerate ca fiind unul singur);. prin urmare, a fost poreclit „al treilea pod” (în poloneză trzeci most) de către locuitorii orașului, deși numele său oficial a fost „Podul conducătorului nostru cel milostiv, Țarul Nicolae al II-lea” (Varșovia făcea parte atunci din Imperiul Rus, în urma împărțirii Poloniei din secolul al XVIII-lea). Podul a fost redenumit în aprilie 1917 după prințul Józef Poniatowski și a dobândit o nouă poreclă — „Poniatoszczak” — pe care o păstrează și în ziua de azi..

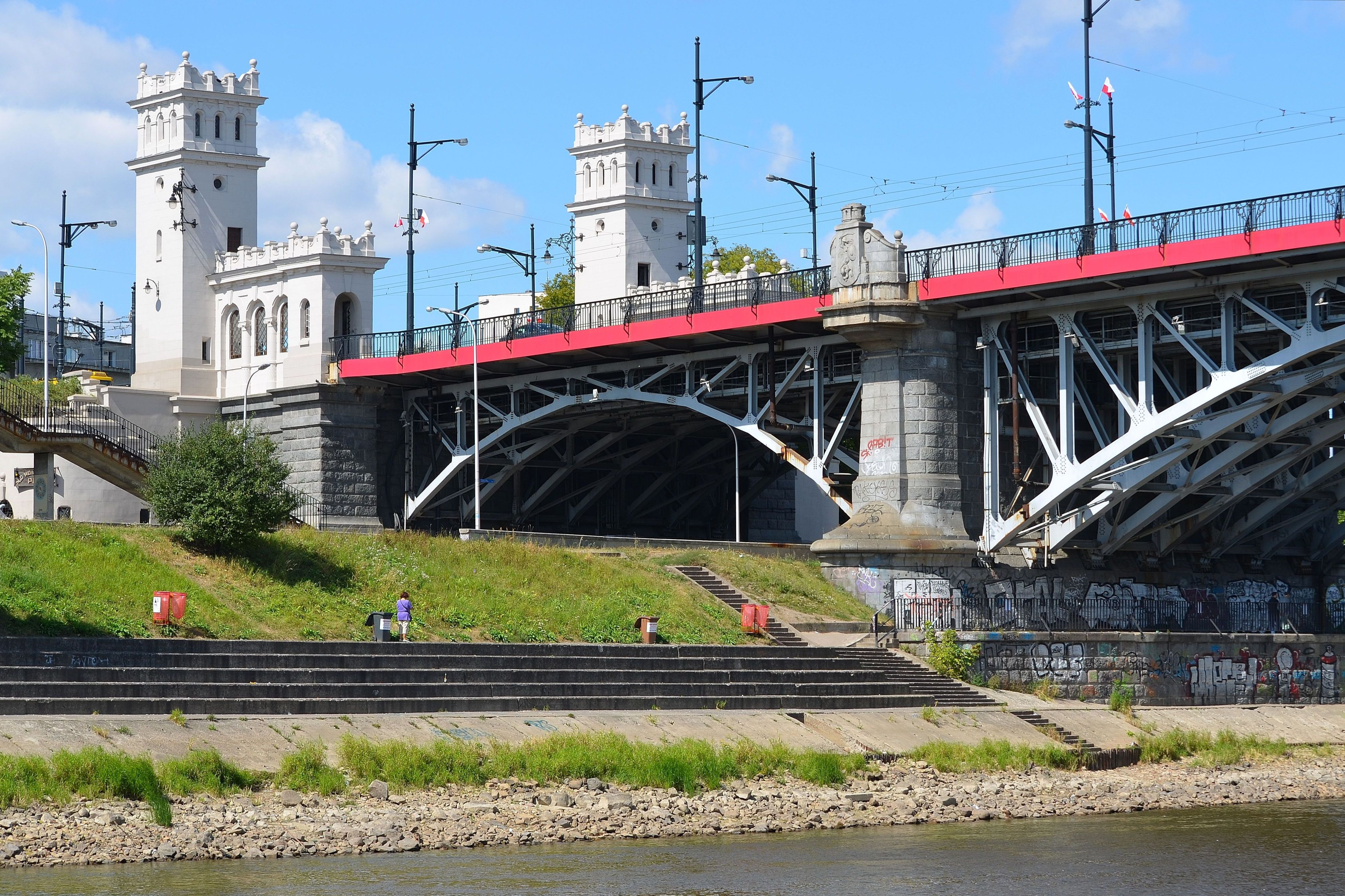
Turnurile renovate ale podului în 2013. Intrarea dinspre Warszawa-Śródmieście.

Podul a suferit multe avarii în timpul celor două războaie mondiale. În timpul Primului Război Mondial, la 5 august 1915, armata rusă aflată în retragere a aruncat în aer patru deschideri pentru a-i încetini unitățile militare germane care o urmăreau. Podul a fost reconstruit de către germani în grabă din lemn, dar a ars într-un accident petrecut curând după aceea. După război, structura a fost reconstruită de către noul guvern polonez pe parcursul a cinci ani, din 1921 până în 1926. În timpul Loviturii de stat din Mai podul a fost locul de întâlnire al președintelui Poloniei, Stanisław Wojciechowski, cu liderul loviturii de stat, mareșalul polonez Józef Piłsudski. În timpul celui de-al Doilea Război Mondial podul a fost distrus de trupele germane în timpul Revoltei din Varșovia, la 13 septembrie 1944. Această demolare a fost mult mai completă: toate deschiderile s-au prăbușit și doar pilele inferioare au rezistat.
Primele planuri postbelice ale noului guvern polonez (comunist) prevedeau construcția unei structuri temporare de lemn pe pilonii existenți, dar lucrul pripit a făcut ca podul să se prăbușească. Refăcut pe piloni noi după proiectul lui Stanisław Hempel, podul a fost redeschis la 22 iulie 1946 de către Bolesław Bierut. Cu toate acestea, podul redeschis acum și-a pierdut o mare parte din splendoarea sa de dinainte de război, deoarece fondurile limitate nu au permis restaurarea diferitelor caracteristici decorative neo-renascentiste poloneze precum balustradele lucrate manual sau băncile de piatră ce se sprijineau pe pilonii podului. Balustradele decorate au fost înlocuite cu un gard din oțel. Unele dintre vechile bănci de dinainte de război, precum și una dintre deschiderile vechi, pot fi văzute în apropierea podului atunci când apa scade.
Între 1963 și 1966 podul a fost lărgit, o linie de tramvai a fost separată de partea carosabilă, iar podul a fost conectat la șoseaua Wisłostrada de pe malul stâng al Vistulei prin intermediul unei lungi secțiuni carosabile în pantă lung ce amintea unor comentatori de cochilia unui melc. Cu prilejul altor lucrări de reparații și extindere desfășurate în perioada 1985-1990, când au fost lărgite drumurile de pe malul drept (Praga), a fost construit un pod temporar (podul Syrena), ce a fost folosit până când a fost înlocuit cu podul Świętokrzyski în 2000.
În anul 2004 a început un program de reconstrucție și înfrumusețare a podului. Până în 2005 au fost reconstruite turnurile mici și primele patru deschideri. Linia de tramvai a fost modernizată și reconstruită în 2007.

## Imagini

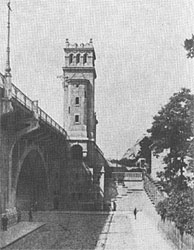
Viaductul și turnurile mici - partea de nord, 1914
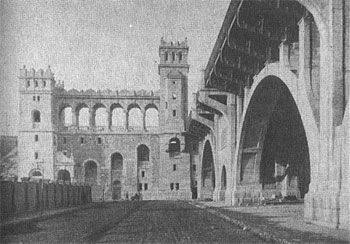
Viaductul și turnurile mici - partea de sud, 1914
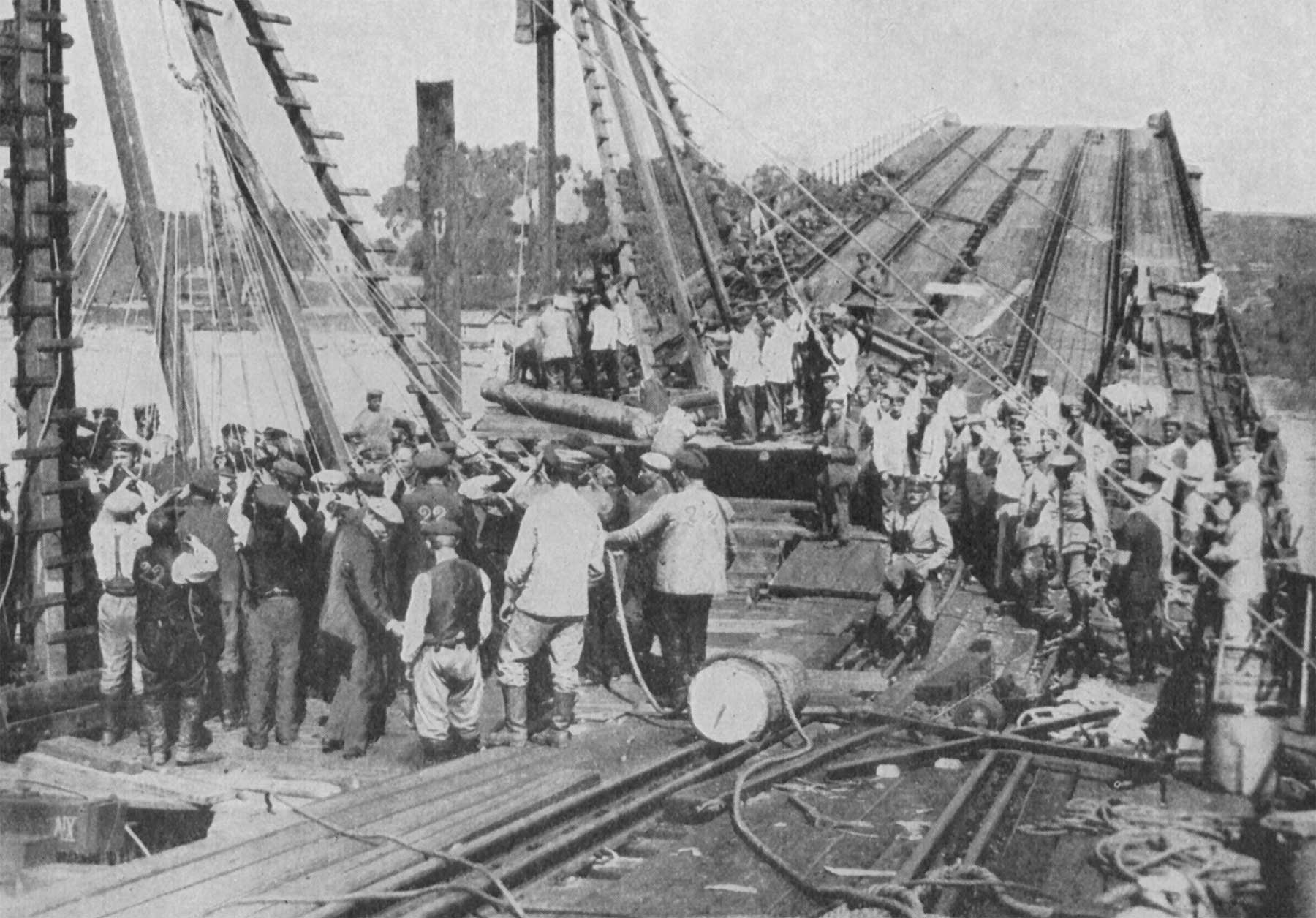
Reconstruirea podului cu puțin timp înainte de incendiul din 1915
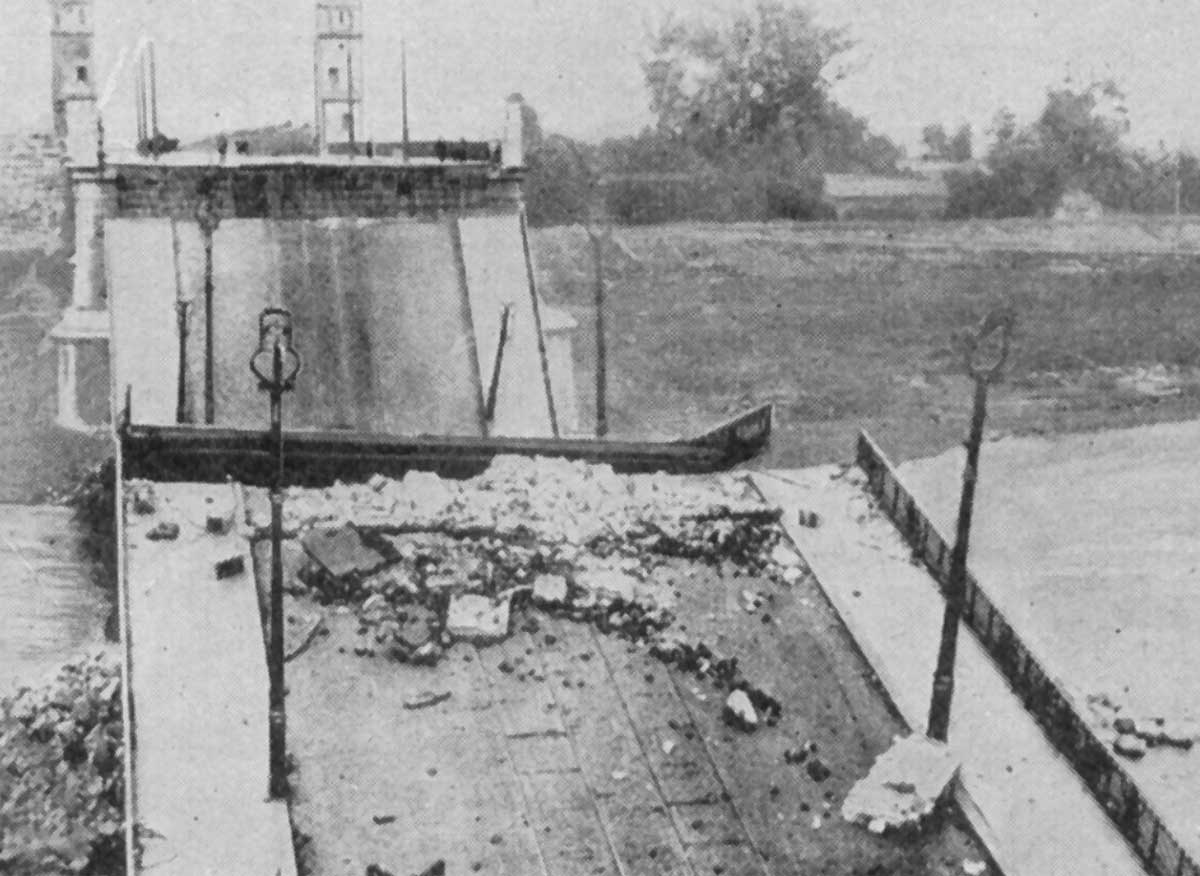
Podul Poniatowski după ce a fost aruncat în aer de Armata Rusă în 1915
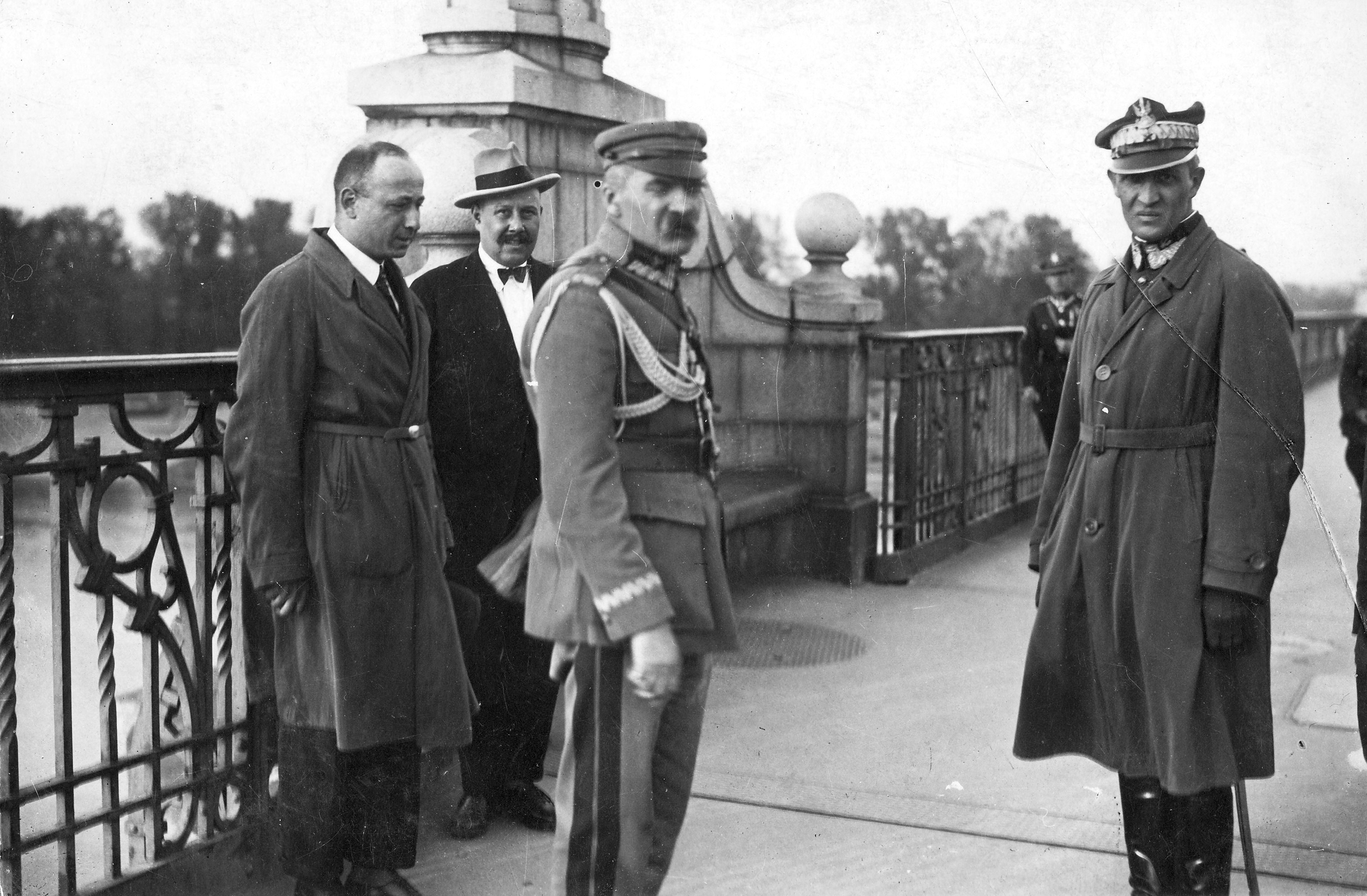
Mareșalul Józef Piłsudski pe podul Poniatowski, 1926.
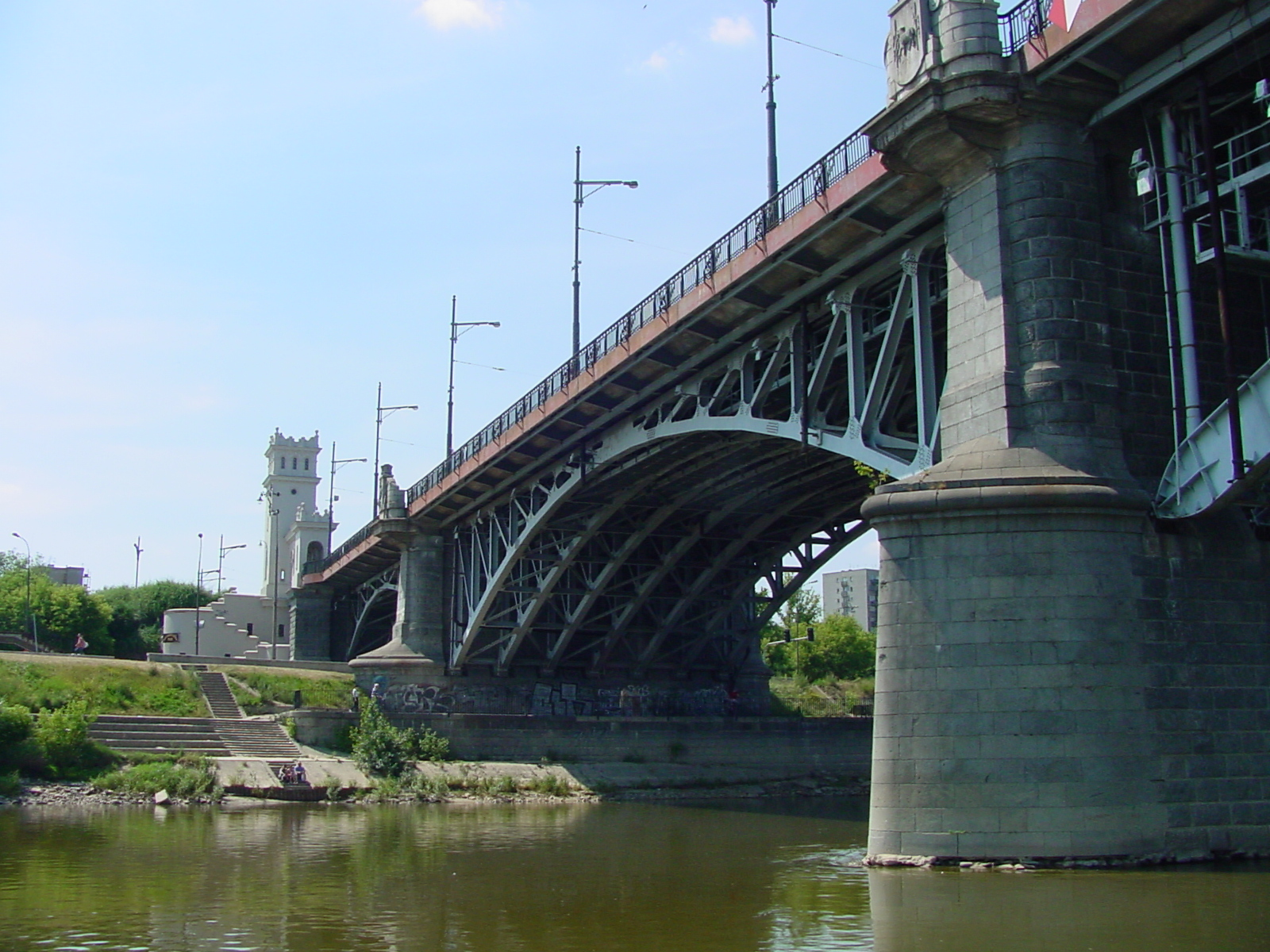
Podul Poniatowski văzut de dedesubt.
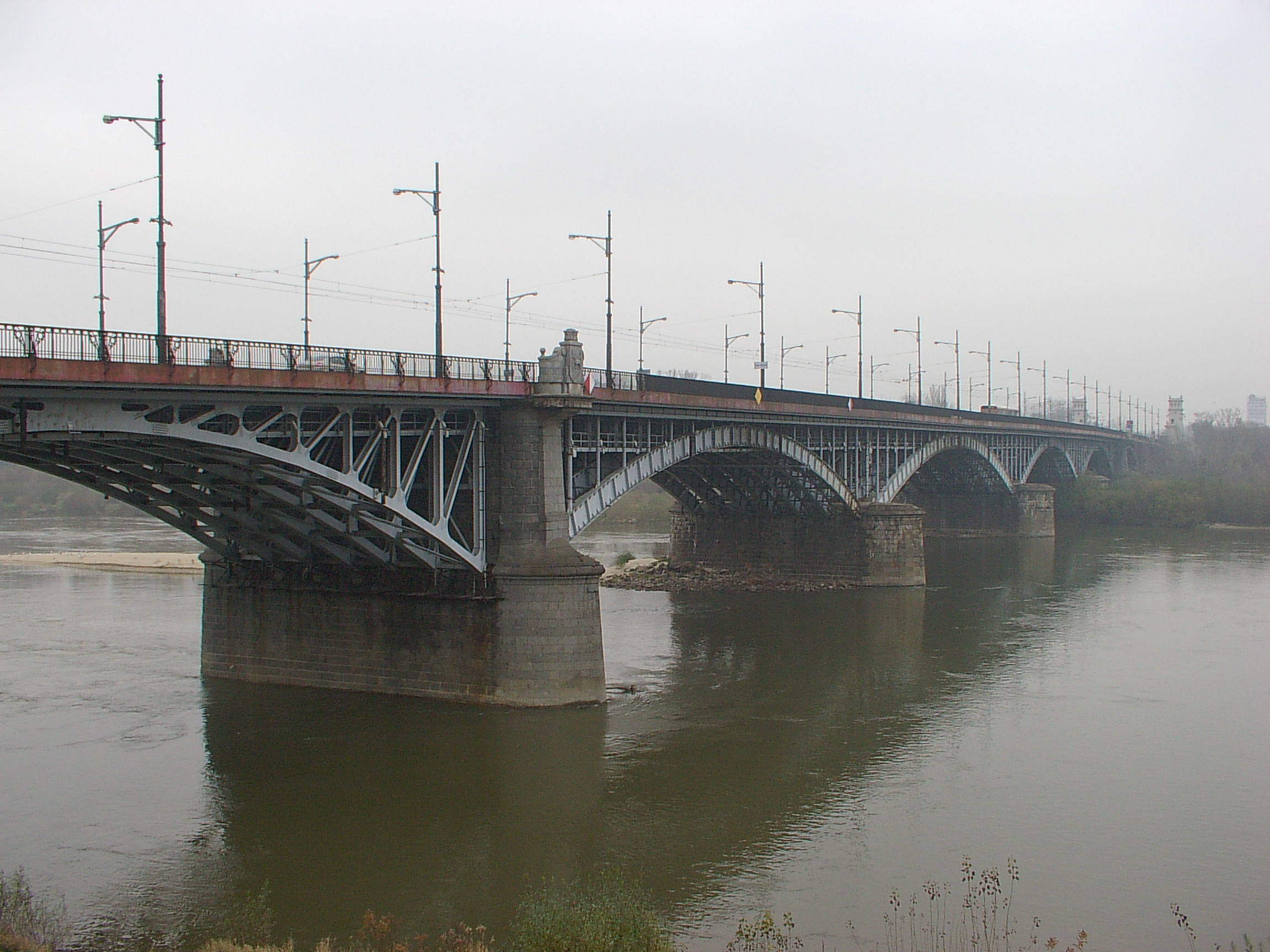
Podul Poniatowski văzut de pe râu.
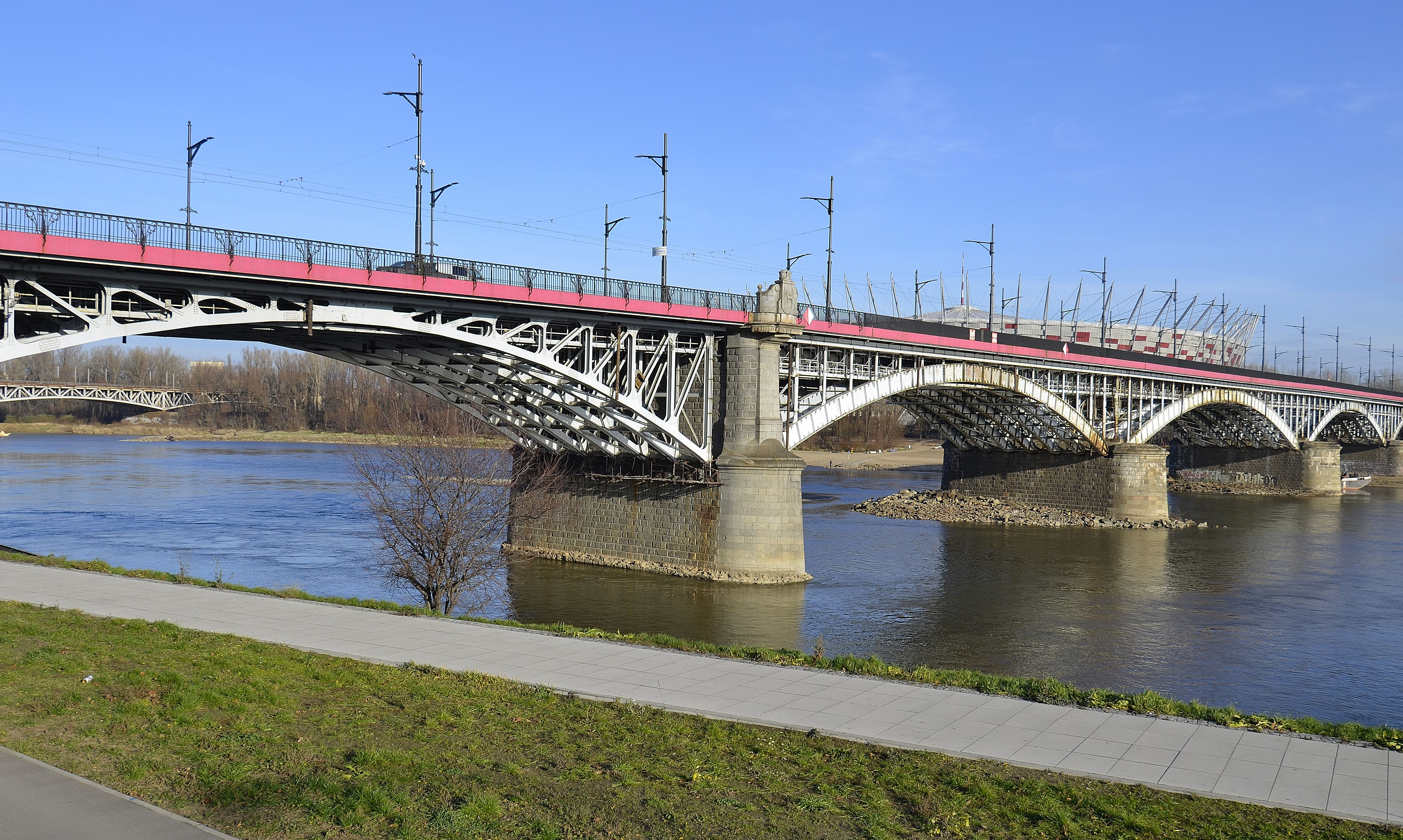
Vedere generală de pe malul sudic
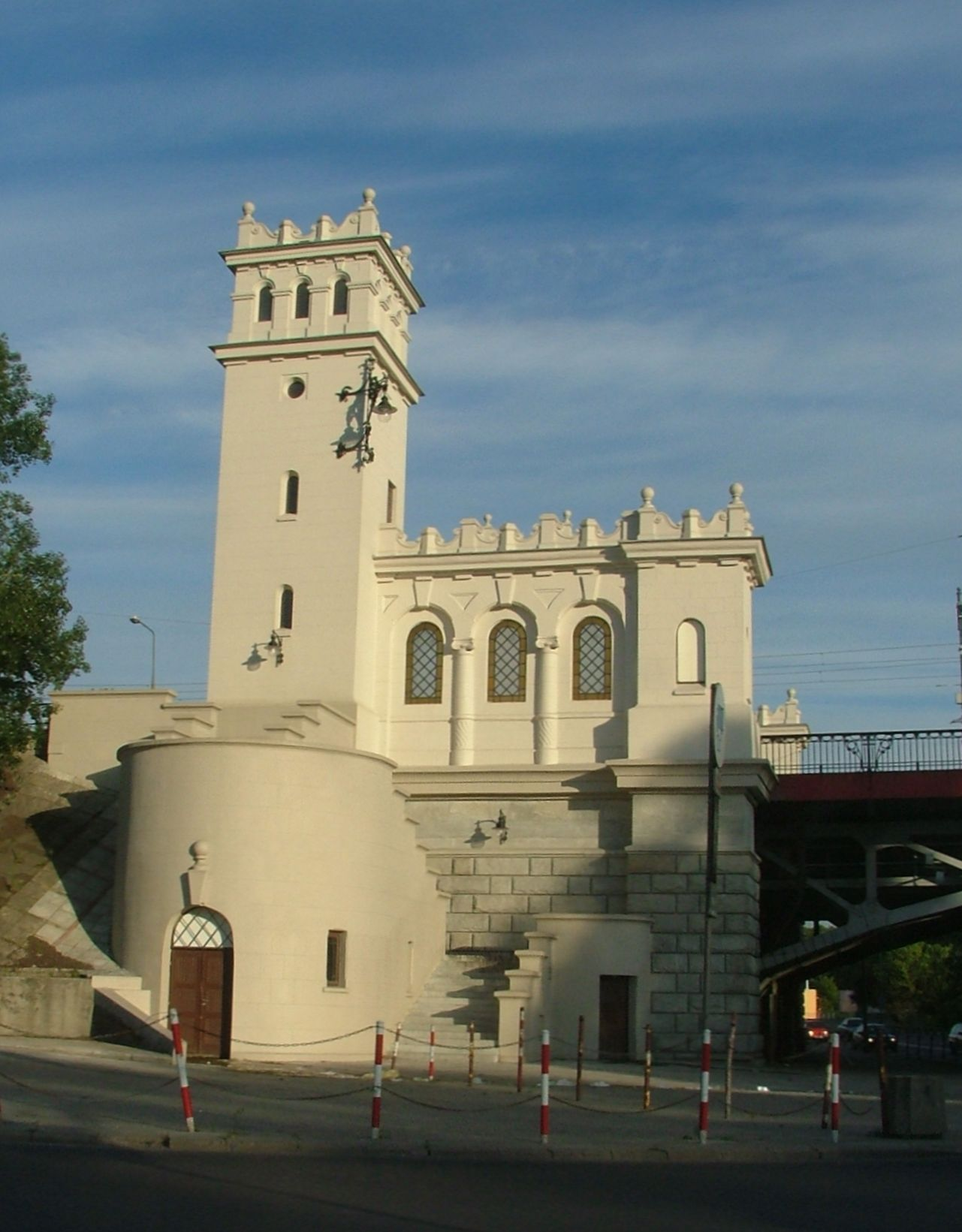
Turnurile renovate
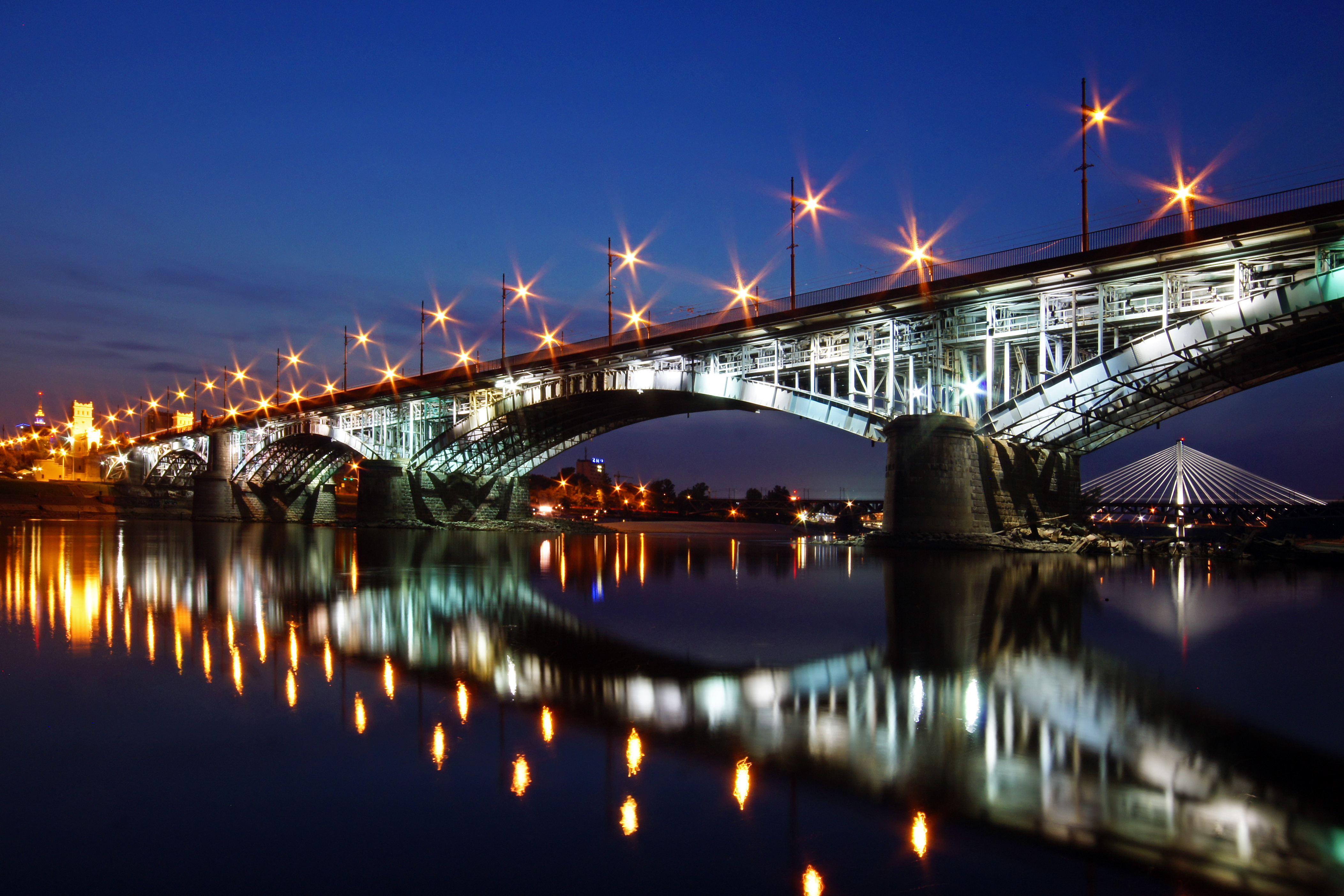
Podul iluminat noaptea